# 新街场大道
新街场大道，又称Besraya大道是马来西亚巴生谷地区的一条高速公路，全长28.3公里（17.6英里），由博特拉大学交通枢纽连接至班登再也（Pandan Jaya）附近的MRR2（北区）交通枢纽。该大道由Besraya私人有限公司管理，建设该大道的目的是要连接吉隆坡东区的交通，并减低由南北大道南段至新街场收费站和由隆芙大道至吉隆坡的交通拥挤状况。

## 路线背景
该大道的零公里处位于博特拉大学交通枢纽，由此连接南北大道南段、加影疏散连贯大道和沙登公路B13。

## 收费
新街场大道使用开放式收费系统。

### 电子道路收费系统
该大道的收费站于2016年6月开始采用电子道路收费系统，以一触即通卡和SmartTAG精明卡付费，并在2018年9月开始接受射频识别（RFID）付费。

### 收费率
以下收费率于2014年5月15日开始生效。

#### 绿野（Mines）收费站
| 级别 | 交通工具种类                          | 收费（令吉） |
| ---- | ------------------------------------- | ------------ |
| 0    | 摩托车、自行车或拥有2轮以下的交通工具 | 免费         |
| 1    | 拥有2轴与3或4轮的交通工具，除了计程车 | 2.00         |
| 2    | 拥有2轴与5或6轮的交通工具，除了巴士   | 4.00         |
| 3    | 拥有3轴或以上的交通工具               | 4.00         |
| 4    | 计程车                                | 2.00         |
| 5    | 巴士                                  | 1.30         |

#### 陸佑（Loke Yew）收费站
| 级别 | 交通工具种类                          | 收费（令吉） |
| ---- | ------------------------------------- | ------------ |
| 0    | 摩托车、自行车或拥有2轮以下的交通工具 | 免费         |
| 1    | 拥有2轴与3或4轮的交通工具，除了计程车 | 2.00         |
| 2    | 拥有2轴与5或6轮的交通工具，除了巴士   | 4.00         |
| 3    | 拥有3轴或以上的交通工具               | 4.00         |
| 4    | 计程车                                | 2.00         |
| 5    | 巴士                                  | 2.00         |